# Alexteroon obstetricans
Alexteroon obstetricans és una espècie de granota de la família dels hiperòlids que viu al Camerun, Guinea Equatorial, Gabon i, possiblement també, a la República del Congo.
Està amenaçada d'extinció per la pèrdua del seu hàbitat natural.